# ديفيد دويل (مجدف)
ديفيد دويل (بالإنجليزية: David Doyle)‏ هو مجدف أسترالي، ولد في 10 يوليو 1961.

## وصلات خارجية
- ديفيد دويل على موقع الاتحاد الدولي للتجديف (الإنجليزية)
- ديفيد دويل على موقع اللجنة الأولمبية الدولية (الإنجليزية)
- ديفيد دويل على موقع أوليمبيديا (الإنجليزية)
- ديفيد دويل على موقع اللجنة الأولمبية الأسترالية (الإنجليزية)